# It's Love I'm After
It's Love I'm After is een film uit 1937 onder regie van Archie L. Mayo.

## Verhaal
Basil en Joyce hebben hun huwelijk al elf keer uitgesteld. Henry's verloofde Marcia is gecharmeerd van Basil. Henry stapt op Basil af en zo probeert Basil dit te voorkomen. Dit lukt niet en Marcia verbreekt haar relatie met Henry. Joyce is niet blij met Marcia's pogingen om Basil te charmeren.

## Rolverdeling
| Acteur              | Personage          |
| ------------------- | ------------------ |
| Bette Davis         | Joyce Arden        |
| Olivia de Havilland | Marcia West        |
| Leslie Howard       | Basil Underwood    |
| Patric Knowles      | Henry Grant, Jr.   |
| Bonita Granville    | Gracie Kane        |
| Spring Byington     | Tante Ella Paisley |
| Veda Ann Borg       | Elsa               |